# The Platform
The Platform è il primo album in studio del gruppo musicale statunitense Dilated Peoples, pubblicato il 23 maggio 2000 dalla Capitol Records.

## Accoglienza
| Recensione    | Giudizio |
| ------------- | -------- |
| AllMusic      |          |
| Rolling Stone |          |

The Platform ha ottenuto recensioni positive da parte dei critici musicali. Su Metacritic, sito che assegna un punteggio normalizzato su 100 in base a critiche selezionate, l'album ha ottenuto un punteggio medio di 69 basato su undici recensioni.

## Tracce
1. So May I Introduce to You – 0:47 (Michael Perretta)
2. The Platform – 4:37 (Michael Perretta, Rakaa Taylor, Alan Maman)
3. No Retreat (feat. B-Real) – 5:20 (Michael Perretta, Rakaa Taylor, Louis Freese, Todd Ray)
4. Guaranteed – 3:52 (Michael Perretta, Rakaa Taylor, Alan Maman)
5. Right On (feat. Tha Alkaholiks) – 4:55 (Michael Perretta, Rakaa Taylor, Rico Smith, James Robinson, Eric Brooks)
6. The Main Event – 2:33 (Michael Perretta, Alan Maman, Erick Sermon, Parrish Smith)
7. Service – 3:16 (Michael Perretta, Rakaa Taylor, Chris Oroc)
8. Ear Drums Pop – 4:08 (Michael Perretta, Rakaa Taylor)
9. Years in the Making – 3:10 (Michael Perretta, Joey Chavez)
10. Annihilation – 3:58 (Michael Perretta, Rakaa Taylor, Alan Maman, Phillip Blenman, Tariq Trotter, Karl Jenkins, Kenyatta Williams, Malik Smart, John Sebastian, Mark Sebastian, Steve Boone)
11. Expanding Man – 2:52 (Michael Perretta, Rakaa Taylor)
12. The Last Line of Defense – 4:42 (Michael Perretta, Alan Maman, Peter Phillips, James Brown)
13. Triple Optics – 4:13 (Michael Perretta, Rakaa Taylor, Ben Nickleberry Jr)
14. The Shape of Things to Come (feat. Aceyalone) – 5:04 (Michael Perretta, Rakaa Taylor, Edwin Hayes, Joey Chavez)
15. Work the Angles – 4:00 (Michael Perretta, Rakaa Taylor, Kurt Matlin, Stefan Kendal Gordy, Ali Shaheed Muhammad, Jonathan Davis, Malik Taylor)
16. Ear Drums (feat. Planet Asia, Defari, Everlast e Phil Da Agony) (Remix) – 6:53 (Michael Perretta, Rakaa Taylor, Jason Green, Duane A. Johnson Jr, Erik Schrody, Jason Smith, Joey Chavez)

## Classifiche
| Classifica (2000) | Posizione massima |
| ----------------- | ----------------- |
| Regno Unito       | 89                |
| Stati Uniti       | 74                |